# Joannes Echarius Carolus Alberti
Joannes Echarius Carolus Alberti (Maastricht, 1777 - na 1843) was een Nederlands schilder, die een groot deel van zijn leven in Parijs en Rome werkte. Hij was een leerling van Jacques-Louis David en kan beschouwd worden als een vertegenwoordiger van het neoclassicisme in de Nederlandse kunst.

## Levensbeschrijving
Joannes Echarius Carolus Alberti werd te Maastricht geboren als zoon van de Italiaanse advocaat Arnold Josua Joannes Alberti en diens Luikse vrouw Maria Catharina Vogels. Hij werd op 20 juni 1777 gedoopt in de Sint-Martinuskerk van Wyck-Maastricht. Nadat hij op 5-jarige leeftijd met zijn ouders naar Amsterdam was verhuisd, volgde hij aldaar een opleiding tot kunstschilder. In 1805/1606 won hij de gouden eremedaille van het in 1777 opgerichte genootschap Felix Meritis voor zijn werk Marius te midden van de ruïnes van Cartago. In 1807 werd hij door het ministerie van kunsten van het Koninkrijk Holland uitgekozen als kandidaat voor een stipendium om in Parijs en Rome verder te studeren. Wellicht was Alberti daarmee de eerste winnaar van de door koning Lodewijk Napoleon ingestelde Prix de Rome. In Parijs werd hij toegelaten tot de École des Beaux-Arts, daarna werd hij assistent in het atelier van David. Als begunsteling van de koning van Holland stuurde hij enkele werken naar Amsterdam, die daar in 1808 en 1810 werden tentoongesteld en die daarna werden opgenomen in het door Lodewijk Napoleon gestichte Rijksmuseum Amsterdam. Eind 1809 arriveerde Alberti in Rome, waar hij met de schilder Anne Claude Thienon optrok. In 1810 stuurde hij het schilderij Proculeius verhindert zelfmoord Cleopatra naar Holland. Zowel in Rome als Parijs maakte hij kopieën van schilderijen van beroemde meesters, onder andere een Ecce Homo naar Guido Reni en een Pièta naar Antoon van Dyck. Waarschijnlijk gaf hij ook les, want hij publiceerde een Cours complet théorique et pratique de l'art du dessin.
Over het leven van Alberti na 1843 is niets bekend, maar men neemt aan dat hij omstreeks 1850 is overleden.

## Werken
In de collectie van het Rijksmuseum Amsterdam bevinden zich twee krijttekeningen van mannelijke naakten uit 1803 en 1804, die in die jaren respectievelijk de 3e en 2e prijs behaalden in wedstrijden (van Felix Meritis?). Een drietal olieverfschilderingen bevindt zich eveneens in de collectie van het Rijksmuseum te Amsterdam, waarvan het schilderij Krijgsman met lans en schild uit 1808 is uitgeleend aan het Rijksmuseum Twenthe. Een schilderij uit 1809, Tafereel uit de Poolse revolutie, bevindt zich in de collectie van de Staatliche Museen Preußischer Kulturbesitz in Berlijn.

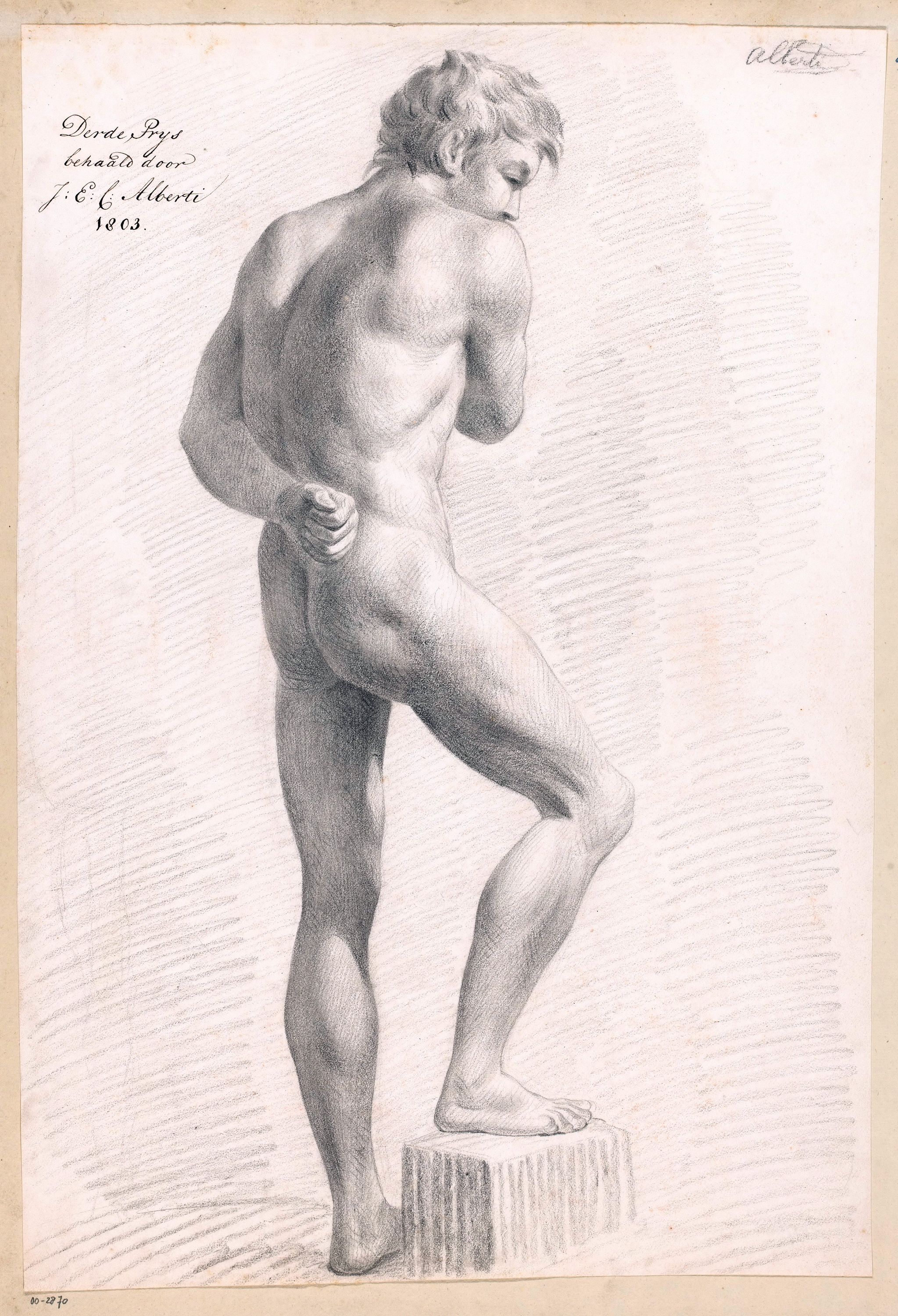
Staand mannelijk naakt, op de rug gezien (1803)
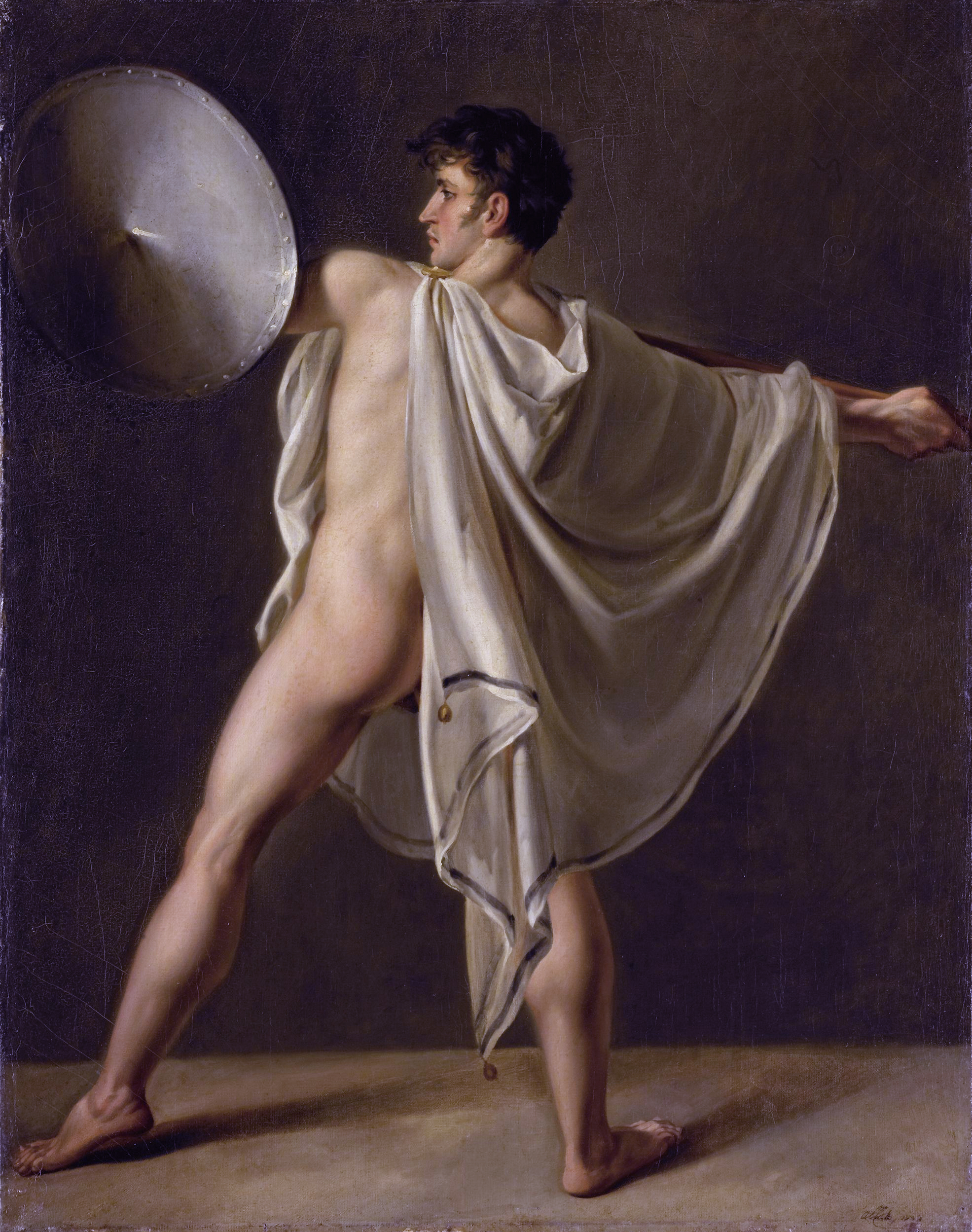
Krijgsman met lans en schild (1808)
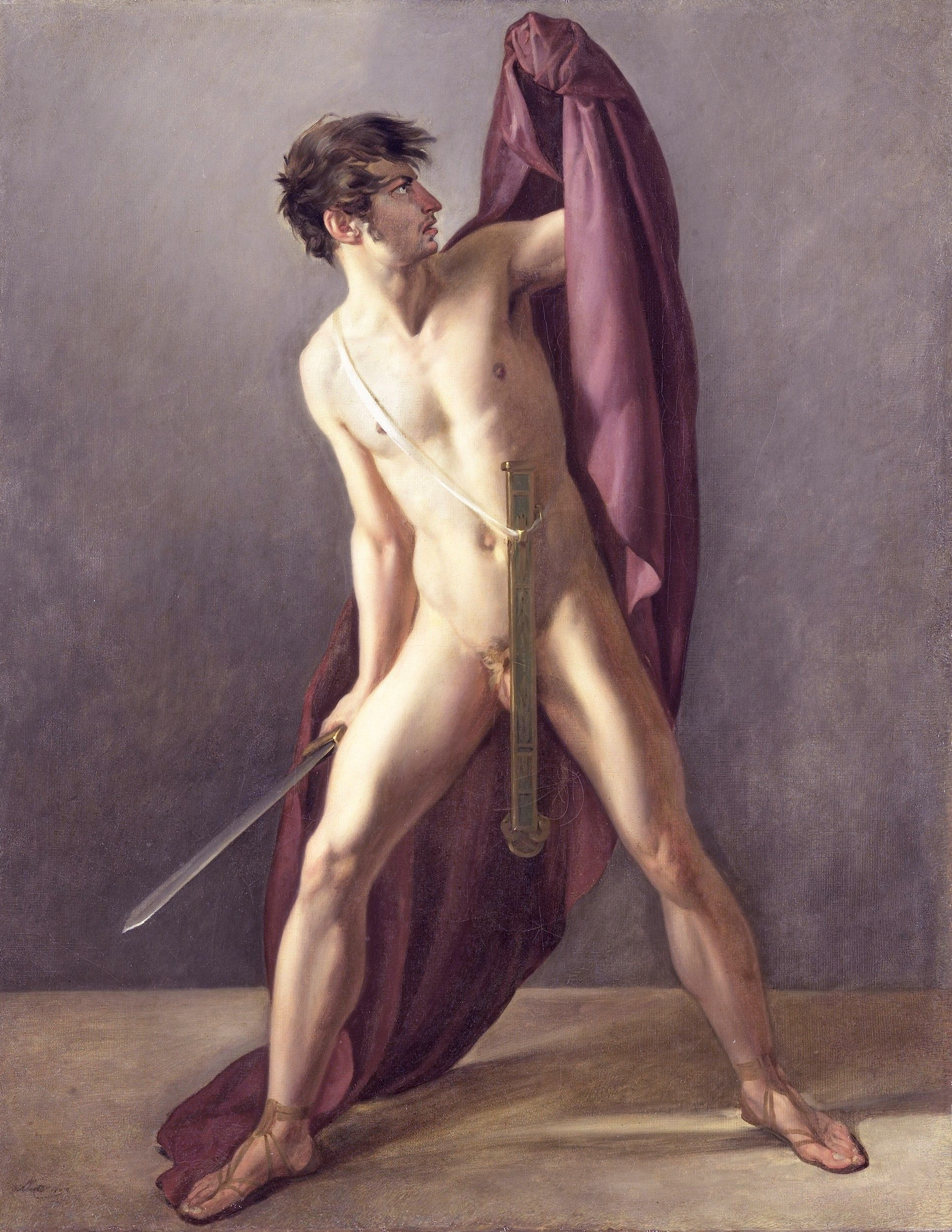
Krijgsman met getrokken zwaard (1808)
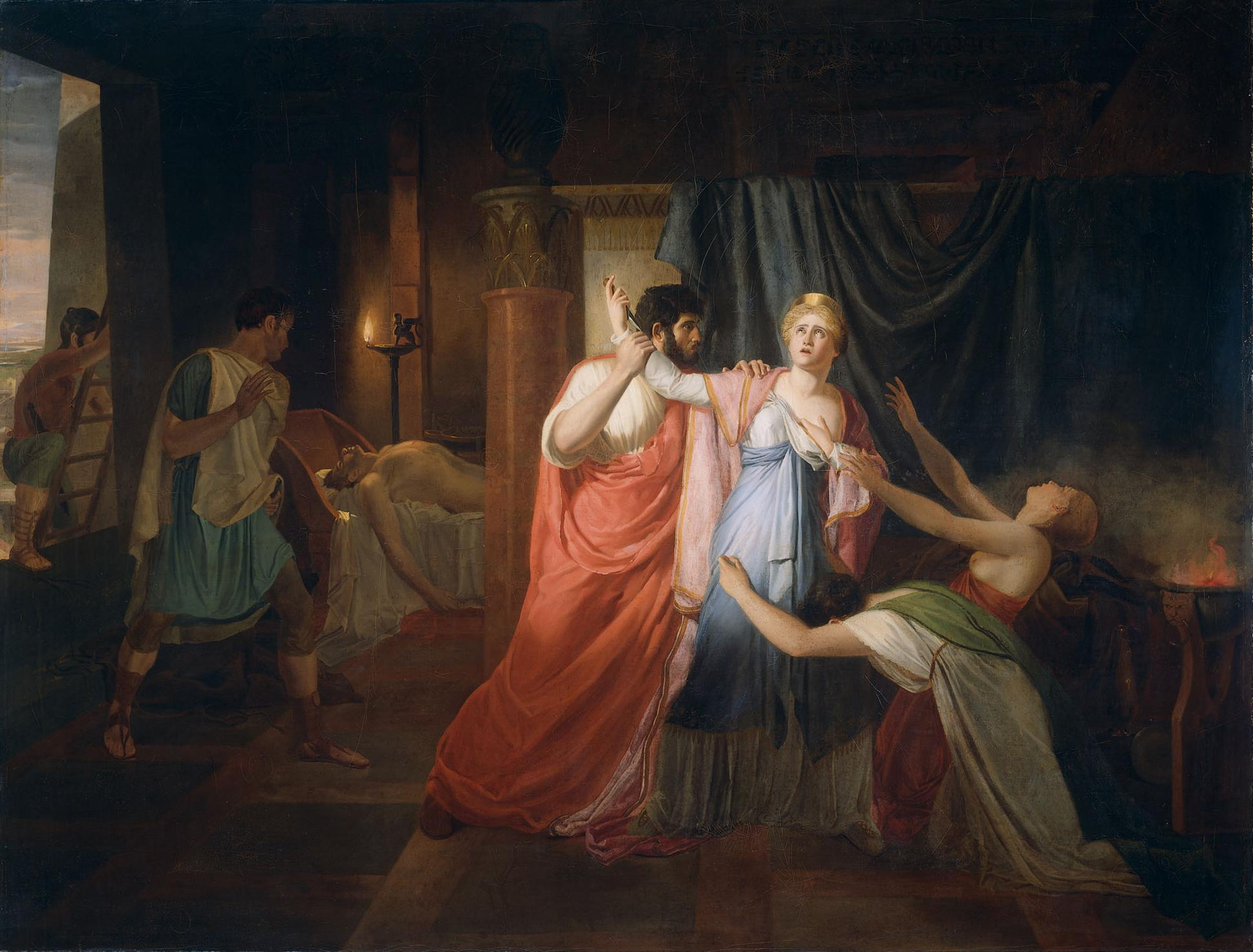
Proculeius verhindert zelfmoord Cleopatra (1810)